# Meister der Singenden Engel
Meister der Singenden Engel (it.  'Maestro degli angeli cantori') wird als der Notname für einen italienischen Künstler vorgeschlagen, der in der ersten Hälfte des 15. Jahrhunderts in der Lombardei tätig war. Es werden ihm eine Reihe von Reliefs aus Terrakotta zugeschrieben, von denen viele eine zentrale Figur wie beispielsweise eine Mariendarstellung von singenden Engeln umgeben darstellen.
Darunter befindet sich auch das Relief einer Maria der Verkündigung (Maria Annunciata) im Victoria and Albert Museum in London (Inventarnummer 8378-1863), das im 19. Jahrhundert in Mailand aufgekauft worden war. Dieses zeigt noch geringe Spuren von Bemalung.
Ton als Material kann durch den Künstler relativ schnell gestaltet werden, war oft genutzt, um die Vorlage für ein großes bildhauerisches Werk in anderem Material zu gestalten. Er eignet sich auch zur Herstellung einer größeren Anzahl von Modellen. Die flache Art und die Details, mit der der Meister der Singenden Engel gearbeitet hat lässt jedoch vermuten, dass seine Reliefs als eigenständige Kunstwerke gedacht sind und nicht nur als ein Entwurf, den er einem seiner wohlhabenden Mäzene zeigen wollte. Daher waren seine Werke wohl auch in der Regel bemalt.
Der neu vorgeschlagene Name eines Meisters der Singenden Engel beginnt sich jedoch erst langsam in der Fachwelt zu etablieren, zumal weiter auch Terrakotta-Werke der Renaissance in der Regel eher weniger Beachtung finden.